# Irkutská státní univerzita
Irkutská státní univerzita je vysoká škola v Irkutsku. Univerzita byla založena v roce 1918 prof. Rubensteinem.
Filozoficko-historická a právnická fakulta jsou nejstarší fakulty univerzity. Po sérii reorganizací v roce 1920 byla univerzita v roce 1930 rozpuštěna, ale na podzim roku 1931 opět začala fungovat jako Východosibiřská univerzita.
Od roku 1925 začala univerzita školení v různých oborech a tím také zahájila vědecké vzdělávání cizinců, hlavně z Mongolska, Číny, afrických a arabských zemí.
V dobách Sovětského svazu byla univerzita známá pod názvem Irkutská státní univerzita A. A. Ždanova.

## Fakulty

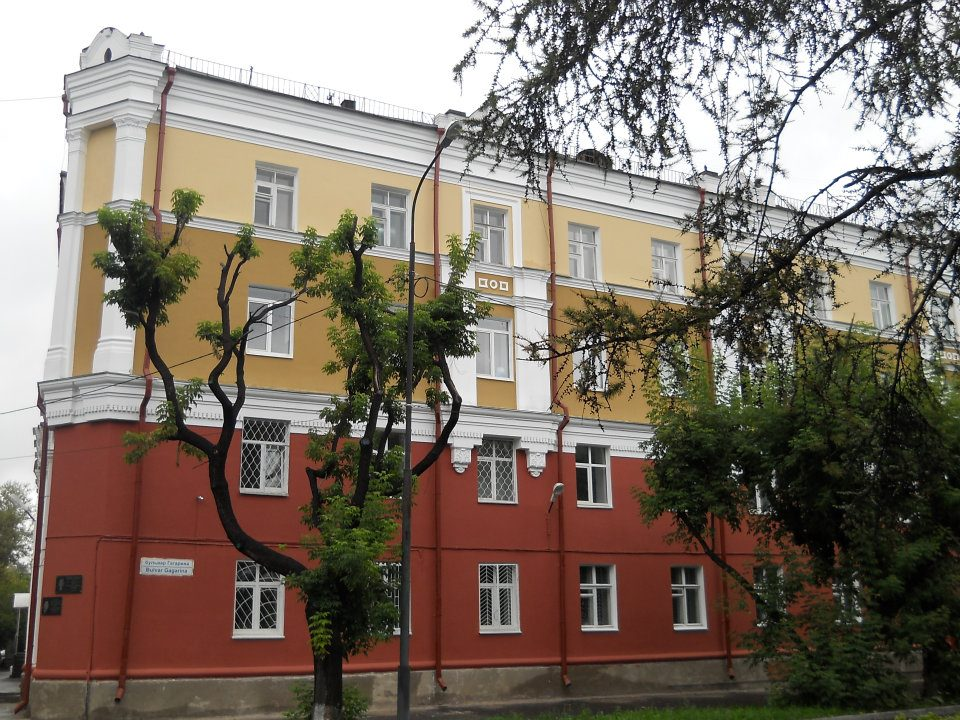
Filozofická fakulta Irkutské univerzity

- Fakulta agrobiologie
- Prírodovědecká fakulta
- Geologická fakulta
- Fakulta historie
- Psychologická fakulta
- Teologická fakulta
- Fakulta reklamy a služeb
- Fyzikální fakulta
- Chemická fakulta
- Sibiřsko-americká fakulta